# Morituri (film 1948)
Morituri – niemiecki film dramatyczny w reżyserii Eugena Yorka, zrealizowany w 1948 w okupowanych Niemczech. 
Akcja filmu rozgrywa się w końcowej fazie drugiej wojny światowej, a jego tytuł pochodzi od łacińskiego wyrażenia: „Ave Caesar morituri te salutant” („Witaj Cezarze, idący na śmierć cię pozdrawiają”).

## Obsada
- Walter Richter jako dr Leon Bronek
- Winnie Markus jako Maria Bronek
- Lotte Koch jako Lydia, Polka
- Josef Sieber jako Eddy, bezpaństwowiec
- Siegmar Schneider jako Gerhard Tenborg
- Carl-Heinz Schroth jako Armand
- Alfred Cogho jako Roy, Kanadyjczyk
- Peter Marx jako Pjotr, Rosjanin
- Josef Almas jako dr Simon, prawnik
- Ursula Bergmann jako Ruth Simon, córka
- Ellinor Saul jako Lucie Simon, córka
- Willy Prager jako ojciec Simon
- Annemarie Hase jako matka Simon
- Karl Vibach jako Georg, niemiecki żołnierz
- Bob Kleinmann jako 12-letni Janek
- Michael Günther jako 16-letni Wladek
- Erich Dunskus jako Sokol, polski chłop
- Katja Görna jako Stascha Sokol, córka chłopa
- Hilde Körber jako szalona
- David Minster jako inwalida
- Franja Kamienietzka jako pani Steppan
- Klaus Kinski jako holenderski więzień
- Gabrielle Heßmann jako ciężarna

## Zarys fabuły
Polski lekarz pomaga w ucieczce grupie więźniów niemieckiego obozu koncentracyjnego. Zbiegowie różnych narodowości ukrywają się w lesie, oczekując nadejścia Armii Radzieckiej.